# Sonja Biserko

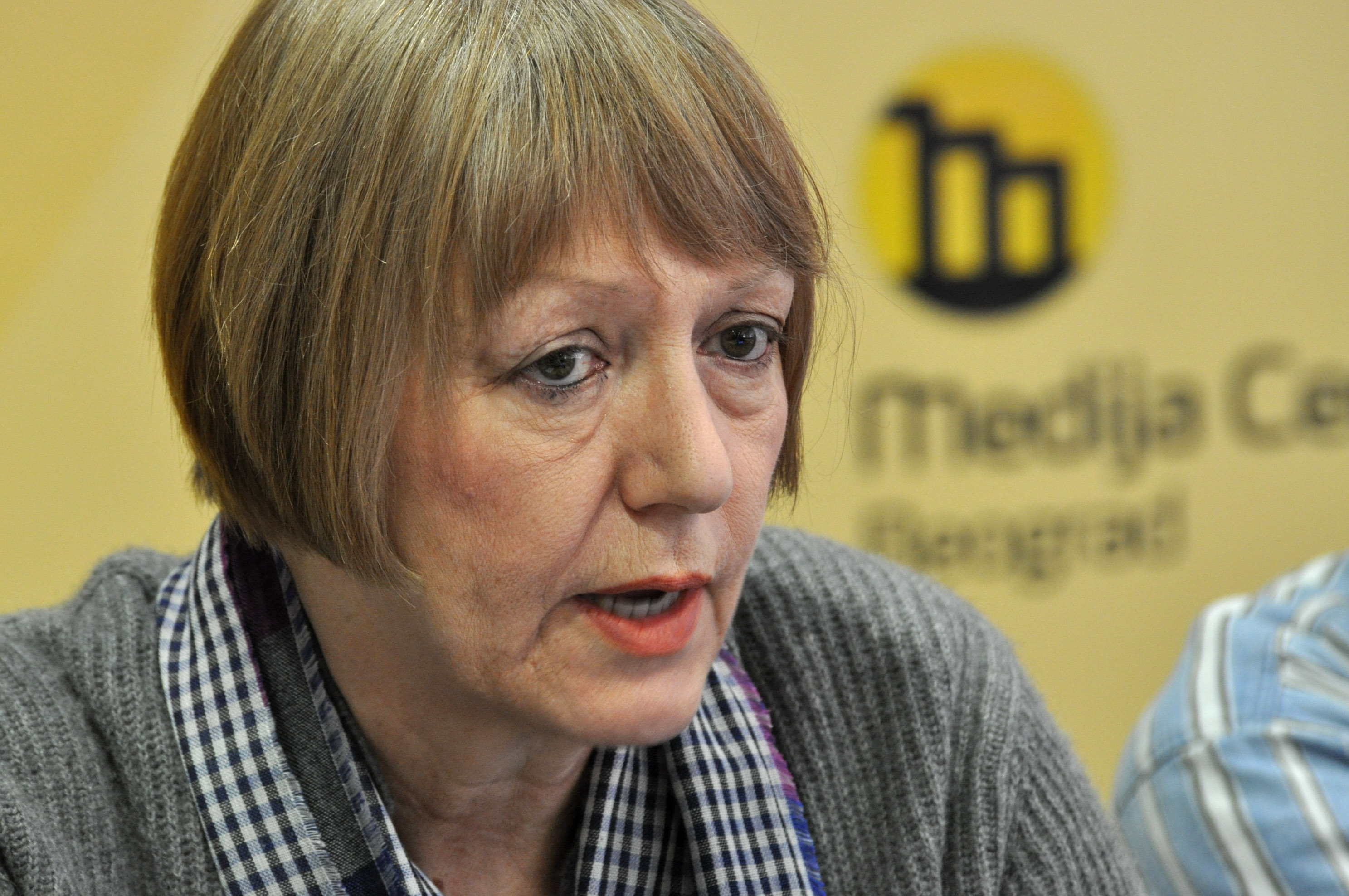
Sonja Biserko

Sonja Biserko (serbisch-kyrillisch Соња Бисерко; * 1948 in Belgrad, Jugoslawien) ist eine jugoslawisch-serbische Autorin und Menschenrechtsaktivistin.

## Leben
Biserko studierte Wirtschaftswissenschaften mit Fachrichtung Diplomatie an der Universität Belgrad. Von 1974 bis 1991 war sie als Beamtin des Außenministeriums der Sozialistischen Föderativen Republik Jugoslawien tätig: 1974 bis 1979 in der jugoslawischen Botschaft in London, 1984 bis 1988 in der jugoslawischen Vertretung bei den Vereinten Nationen in Genf, danach als Beraterin des Außenministeriums für Fragen der Europapolitik. Sie nahm als Vertreterin ihres Landes an zahlreichen internationalen Konferenzen teil.
1991 organisierte sie gemeinsam mit Daniel Ivin eine Konferenz jugoslawischer Oppositioneller für eine gesamtjugoslawische Lösung der Probleme des Landes. In den darauffolgenden Jahren organisierte sie Projekte, Workshops und Konferenzen, die sich mit Kriegsverbrechen in den Jugoslawienkriegen beschäftigten. 1997 organisierte sie eine Konferenz in Ulcinj, um einen Dialog zwischen Serben und Albanern in Gang zu bringen. Diese Bemühungen setzte sie bis zum Beginn des Kosovokrieges im März 1999 fort. Seit 2004 ist sie Präsidentin des serbischen Helsinki-Komitees für Menschenrechte.

## Auszeichnungen
Am 10. Dezember 2009 wurde Sonja Biserko der Menschenrechtspreis der Stadt Weimar verliehen.

## Werke
- (als Hrsg.): Yugoslavia. Collapse, war, crimes, 1993 (ISBN 86-82297-01-9)
- (als Hrsg.): In the name of humanity. Collection of documents, 1996 (ISBN 86-7208-007-6)
- Politics of Ethnic Cleansing, in: Vertreibungen europäisch erinnern?, hrsg. v. Dieter Bingen, 2003 (ISBN 3-447-04839-5), S. 188-
- Srbija na Orijentu (Serbien auf dem Weg in den Orient), 2004 (ISBN 86-7208-089-0)
- Serbia: A Continued Source of Instability in the Balkans?, in: Conflict and renewal. Europe transformed, Festschrift für Wolfgang Petritsch, hrsg. v. Hannes Swoboda, 2007 (ISBN 978-3-8329-2843-8), S. 289-
- Serbia’s European Potential Crumbles, in: Serbia matters. Domestic reforms and European integration, hrsg. v. Wolfgang Petritsch, 2009 (ISBN 978-3-8329-4584-8), S. 77-
- Yugoslavia's Implosion - The fatal attraction of Serbian nationalism, hrsg. v.  Internationale Helsinki-Föderation für Menschenrechte für Bjørn Engesland, 2012 (ISBN 978-82-91809-01-4)